# Anna Krafczyk
Anna Krafczyk (* 23. Januar 1997) ist eine deutsche Fußballspielerin.

## Karriere
Krafczyk bestritt zuletzt von 2012 bis 2014 für die B-Jugendmannschaft des FF USV Jena in der Staffel Nord/Nordost der B-Juniorinnen-Bundesliga 35 Punktspiele, in denen sie zehn Tore erzielte. 
Bereits Ende 2013 rückte sie zudem in den Kader der zweiten Jenaer Mannschaft auf, für die sie am 8. Dezember 2013 (11. Spieltag) bei der 1:4-Niederlage im Heimspiel gegen den 1. FFC Turbine Potsdam II in der 2. Bundesliga – mit Einwechslung für Maxi Lehnard zur zweiten Spielhälfte – debütierte. Am 1. März 2015 (16. Spieltag) gab sie ihr Bundesligadebüt bei der 1:4-Niederlage im Auswärtsspiel gegen den 1. FFC Frankfurt, ihr erstes Bundesligator gelang ihr am 26. April 2015 (21. Spieltag) beim 1:1-Unentschieden im Heimspiel gegen den MSV Duisburg mit dem Treffer zum Endstand in der 85. Minute.